# بشير محمد جامع
بشير محمد جامع " جوبي" (بالصومالية: Bashiir Maxamed Jama Keynan)‏ سياسي وضابط سابق في القوات المسلحة الصومالية، ويشغل حاليا منصب المدير العام للوكالة الصومالية للبناء والتنمية. شغل منصب رئيس مصلحة السجون الصومالية، كما شغل منصب مدير وكالة المخابرات والأمن الوطني في الفترة ما بين عامي 2013 إلى عام 2014، ورُقّي إلى رتبة فريق، أعلى رتبة في القوات المسلحة الصومالية، ويعتبر ثاني شخصية تحصل على الرتبة بعد رئيس الوزراء الأسبق محمد علي سمتر الذي شغل المنصب حتى عام 1991.

## حياته المهنية
ينحدر بشير جامع من إحدى الأقليات العرقية في البلاد والتي تدعى (رير كولبير).
خدم في الشرطة الصومالية منذ عام 1975 حتى عام 1991، وعاد للعمل في الشرطة بين عامي 2000 و2013. وشغل قبل هذه الفترة منصب مدير لإحدى مكاتب وزارة الداخلية قبل أن يشغل منصب نائب وزير التنمية الاجتماعية.
شغل بشير مقعدا مجلس النواب في البرلمان الفيدرالي الصومالي حيث انتخب في أغسطس 2012.
في مايو 2013، عُين بشير محمد جامع مديرًا لوكالة المخابرات والأمن الوطني (نيسا) خلفا لـعبد الكريم طاهر.
في 9 يوليو 2014 عُين عبد الله محمد علي رئيسا لوكالة المخابرات نيسا خلفا لبشير جامع بعد تعديلات في أجهزة الأمن.
في سبتمبر 2021 أعاد رئيس الوزراء محمد حسين روبلي تعيين بشير محمد جامع مديرًا عامًا لوكالة المخابرات نيسا.
في 27 يوليو 2024 عينه رئيس الوزراء حمزة عبدي بري وزيرا لشؤون الأسرة وحقوق الإنسان خلفا للوزيرة خديجة محمد ديري التي توفيت في 20 ديسمبر 2023.